# Hargrave (Suffolk)
Pour les articles homonymes, voir Hargrave.
Hargrave est un village et une paroisse civile du Suffolk, en Angleterre.